# Донузлав-Кипчак
Донузла́в-Кипча́к (укр. Донузлав-Кипчак, крымскотат. Doñuzlav Qıpçaq, Донъузлав Къыпчакъ) — исчезнувшее село в Раздольненском районе Республики Крым, располагавшееся на юге района, в степной части Крыма, на правом склоне Донузлавской балки, на самой границе с Черноморским районом, примерно в 3 км северо-восточнее современного села Ленское Черноморского района.

## История
В последний период существования Крымского ханства деревня Кыпчак административно относилась, как записано в Камеральном описании Крыма 1784 года к Козловскаму каймаканству Шейхелскаго кадылыка.
После присоединения Крыма к Российской империи (8) 19 апреля 1783 года, (8) 19 февраля 1784 года, именным указом Екатерины II сенату, на территории бывшего Крымского ханства была образована Таврическая область и деревня была приписана к Евпаторийскому уезду. После павловских реформ, с 1796 по 1802 год входила в Акмечетский уезд Новороссийской губернии. По новому административному делению, после создания 8 (20) октября 1802 года Таврической губернии, Кипчак был включён в состав Хоротокиятской волости Евпаторийского уезда.
По Ведомости о волостях и селениях, в Евпаторийском уезде с показанием числа дворов и душ… от 19 апреля 1806 года в деревне Кипчак числилось 4 двора, 19 крымских татар и 6 ясыров. На военно-топографической карте генерал-майора Мухина 1817 года деревня Кипчак обозначена с 2 дворами. После реформы волостного деления 1829 года Кипчак, согласно «Ведомости о казённых волостях Таврической губернии 1829 года» отнесли к Аксакал-Меркитской волости (переименованной из Хоротокиятской). На карте 1836 года в деревне 2 двора, а на карте 1842 года Донузлав-Кипчак обозначен условным знаком «малая деревня», то есть, менее 5 дворов.
В 1860-х годах, после земской реформы Александра II, деревню приписали к Курман-Аджинской волости. Видимо, к этому времени Кипчак опустел, поскольку ни в одном документе середины века (даже в списках покинутых селений в «Памятной книжке Таврической губернии за 1867 год») не значится. Лишь в «Памятной книге Таврической губернии 1889 года», по результатам Х ревизии 1887 года, числится деревня Кипчак, с 5 дворами и 21 жителем, но определить, тот ли это населённый пункт не представляется возможным. В «…Памятной книжке Таврической губернии на 1892 год», о деревне Донузлав-Кипчак, входившей в Дениз-Байчинский участок, никаких сведений, кроме названия, не приведено.
Земская реформа 1890-х годов в Евпаторийском уезде прошла после 1892 года, в результате Донузлав-Кипчак приписали к Агайской волости. По «…Памятной книжке Таврической губернии на 1900 год» в деревне числилось 75 жителей в 6 дворах. По Статистическому справочнику Таврической губернии. Ч.II-я. Статистический очерк, выпуск пятый Евпаторийский уезд, 1915 год, в деревне Кипчак-Донуслав Агайской волости Евпаторийского уезда числилось 5 дворов (2 двора с землёй, 3 — безземельные) со смешанным населением в количестве 44 человека приписных жителей и 2 — «посторонних», из которых 24 мужчины и 22 женщины. Жители владели 256 десятинами удобной земли. В хозяйствах имелось 50 лошадей, 12 коров и 520 голов мелкого скота.
После установления в Крыму Советской власти, по постановлению Крымревкома от 8 января 1921 года № 206 «Об изменении административных границ» была упразднена волостная система и в составе Евпаторийского уезда был образован Бакальский район, в который включили село, а в 1922 году уезды получили название округов. 11 октября 1923 года, согласно постановлению ВЦИК, в административное деление Крымской АССР были внесены изменения, в результате которых округа были отменены, Бакальский район упразднён и село вошло в состав Евпаторийского района. Согласно Списку населённых пунктов Крымской АССР по Всесоюзной переписи 17 декабря 1926 года, в селе Донузлав-Кипчак, Отешского сельсовета Евпаторийского района, числилось 6 дворов, из них 7 крестьянских, население составляло 39 человек, из них 38 украинцев и 1 русский. Последний раз Донузлав-Кипчак встречается на карте 1931 года, а на двухкилометровке РККА 1942 года его уже нет и в дальнейшем в доступных источниках встречается.